# Hyalyris norellana
Hyalyris norellana är en fjärilsart som beskrevs av Richard Haensch 1903. Hyalyris norellana ingår i släktet Hyalyris och familjen praktfjärilar. Inga underarter finns listade i Catalogue of Life.